# Hungaresia
Hungaresia is een geslacht van uitgestorven zee-egels uit de familie Clypeolampadidae. Vertegenwoordigers van dit geslacht zijn slechts als fossiel bekend.